# سعود مصبح
سعود مصبح (مواليد 21 مايو 1993، لاعب كرة قدم إماراتي يجيد اللعب في الدفاع .
لعب سابقاً مع نادي العين ونادي الذيد .